# Kaleń (powiat piotrkowski)
Kaleń – wieś w Polsce położona w województwie łódzkim, w powiecie piotrkowskim, w gminie Wolbórz.
W latach 1975–1998 miejscowość należała administracyjnie do województwa piotrkowskiego.